# Duncan Jones
Duncan Zowie Haywood Jones (født 30. maj 1971) er en britisk filminstruktør, producer og manuskriptforfatter. Han er bedst kendt for filmen Moon fra 2009 og Source Code fra 2011.

## Filmografi
| År   | Titel       | Arbejde                                   | Note     |
| ---- | ----------- | ----------------------------------------- | -------- |
| 2002 | Whistle     | Manuskriptforfatter, instruktør, producer | Kortfilm |
| 2009 | Moon        | Manuskriptforfatter, instruktør           |          |
| 2011 | Source Code | Instruktør                                |          |
| 2016 | Warcraft    | Med-manuskriptforfatter, instruktør       |          |
| 2018 | Mute        | Med-manuskriptforfatter, instruktør       |          |